# Augustin Morel
Pour les articles homonymes, voir Morel (patronyme).
Augustin Morel, né le 9 novembre 1817 à Novion-Porcien et mort le 11 septembre 1888 à Roubaix, est un inventeur et industriel français, connu pour avoir perfectionné le peignage de la laine.

## Biographie
Né le 9 novembre 1817 à Novion-Porcien, un village des Ardennes, Nicolas Augustin Morel est le fils d'Anne Marie Françoise Morel, née Gennesseaux, et de Joseph Morel, berger.
Après avoir gardé les moutons jusqu'à l'âge de 13 ans, Augustin Morel s'intéressa à la mécanique : il inventa un régulateur pour roues hydrauliques à l'âge de 16 ans et était âgé de 18 ans quand il fit breveter une machine à faire de la corde à broches. Après son service militaire, il entra comme fileur chez un industriel de Roubaix.

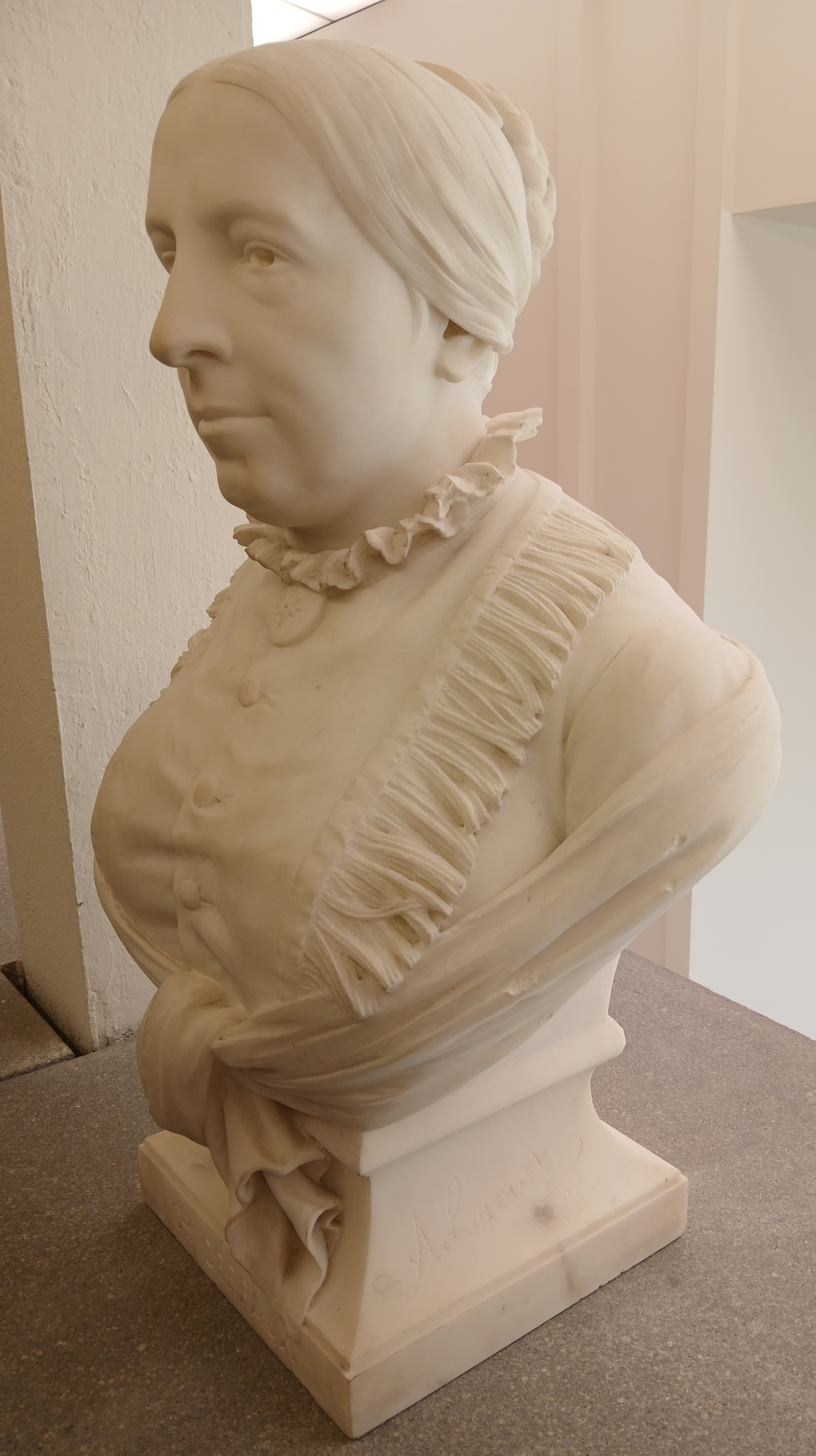
Buste de Catherine Morel, née Deffaux, par André Laoust (1882).

Il était serrurier-mécanicien quand il épousa, le 15 janvier 1845, Catherine Deffaux (1820-1876), une couturière également originaire des Ardennes. Plus tard, il devint contremaître de filature.
En 1849, il inventa une machine-peigneuse pour laines longues, brevetée en 1853, qui perfectionnait l'invention de Josué Heilmann en la combinant avec la peigneuse turbine d'Émile Hubner. Il mécanisa ainsi le peignage des laines, qui se faisait auparavant à la main à Tourcoing. Les années suivantes, il inventa également une machine-lisseuse (1854, non brevetée) et un démêloir pour laines longues (1855).
C'est à cette époque (1854-1855) qu'il apprit à lire et écrire grâce aux cours du soir professé par un maître d'école primaire.

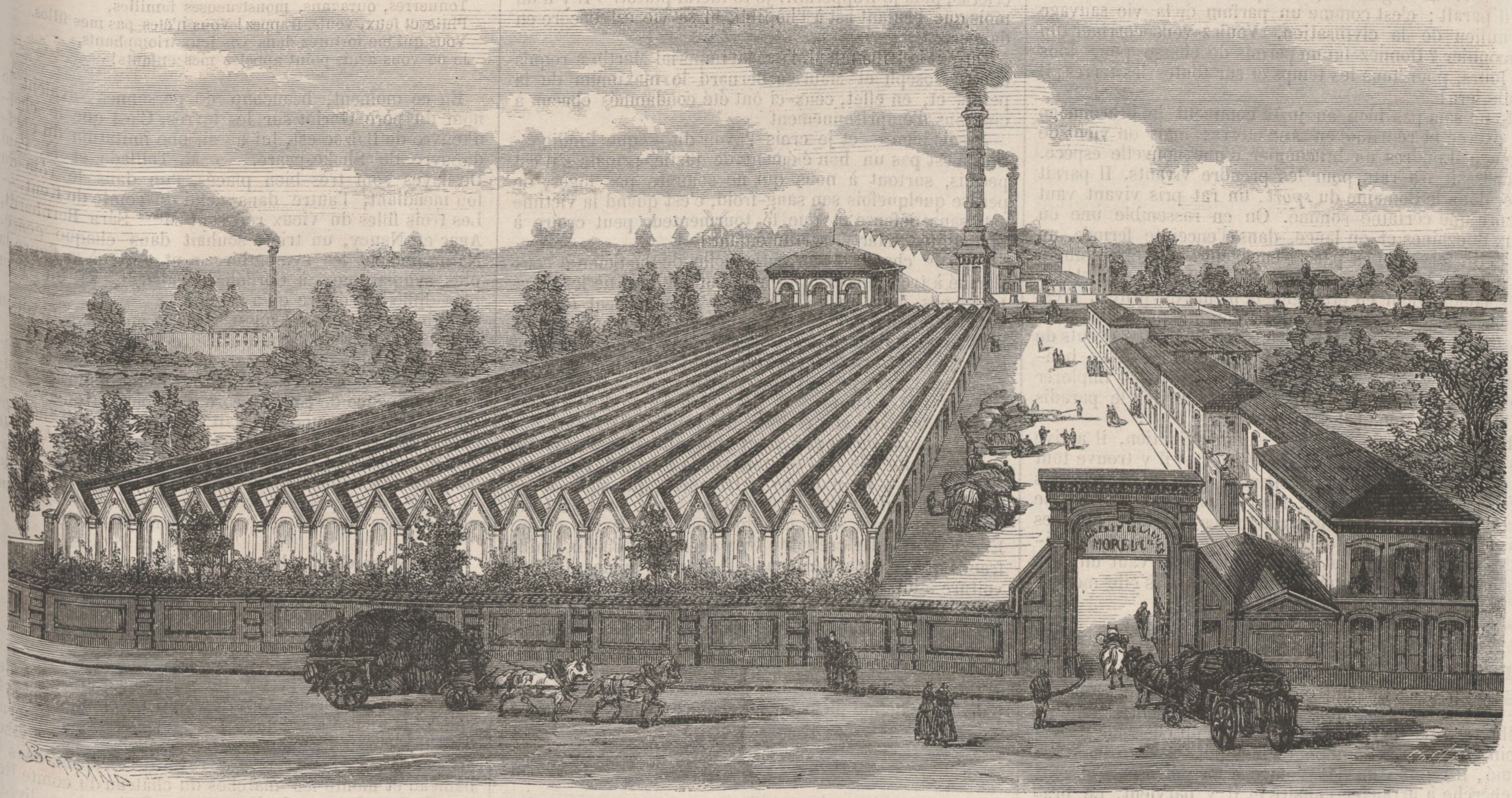
La peignerie Morel & Cie à Roubaix en 1868.

En 1854, il fonda un grand atelier de peignage de laines longues à Roubaix puis, en 1865, un second atelier pour y peigner des laines fines. Ses inventions permirent à l'industrie locale d'employer des laines étrangères. La société Morel et Cie ayant eu des débuts difficiles, elle avait obtenu en 1859 une avance du gouvernement, qu'elle avait remboursée quatre ans plus tard. Dans les années 1860-1870, les deux établissements employaient environ 1300 ouvrières et ouvriers et produisaient jusqu'à 112 000 kilogrammes de laine peignée par semaine. Jules Derégnaucourt et Adolphe Binet comptaient parmi les associés de la société Morel et Cie.
En 1866, la Société impériale des sciences, de l'agriculture et des arts de Lille décerna une médaille d'or à Augustin Morel, qui obtint ensuite deux médailles d'argent, l'une pour sa peigneuse et l'autre pour ses produits, à l'Exposition universelle de 1867.
Pendant la Guerre franco-allemande de 1870, Morel transforma son usine de peignage en cartoucherie, ce qui lui permit de livrer 4 600 000 cartouches à l'Armée du Nord.
Conseiller municipal de Roubaix depuis environ 1870, il fut élu conseiller d'arrondissement pour le canton de Roubaix-Ouest le 4 novembre 1877. Un décret du 7 février 1881 le nomma adjoint au maire Léon Allart. Il démissionna de cette fonction quelques mois plus tard mais resta au conseil municipal jusqu'en 1882.
En 1878, Augustin Morel fut nommé chevalier de la Légion d'honneur. Il obtint une médaille d'or à l'Exposition universelle de 1885.
Âgé de 70 ans, Augustin Morel meurt le 11 septembre 1888 en sa demeure de la rue de Tourcoing. L'année suivante (1889), le peignage Morel, lourdement endetté, est racheté pour 2,5 millions de francs par un cartel de huit sociétés.